# 콜드 드랍
콜드 드랍(스페인어: gota fría, 영어: cold drop) 또는 고타 프리아 현상은 지중해성 기후의 특징 중 하나로 가을에 스페인의 지중해 연안이나 프랑스 일대에 발생하는 영향이 큰 폭우를 지칭한다. 이 현상의 스페인어 이름, gota fría는 독일의 기상학자가 처음 만든 Kaltlufttropfen (kalt-차가운, luft-공기, tropfen-방울져 떨어지다)에서 직역하여 1980년대부터 영향이 큰 폭우를 지칭하는데 많이 쓰였다.

## 발생
콜드 드랍은 분리저기압의 영향으로 발생한다. 분리저기압이란 상층 편서풍의 기울기가 커지면서 이 본류와 분리된 한랭한 저기압을 뜻하며 한랭소용돌이라고도 한다. 이때 가을에 지중해에서 불어오는 따뜻하고 습한 공기와 분리저기압이 만나게 되면 많은 양의 수증기가 냉각되며 폭우가 내리게 되는 것이다. 

## 영향
- 1957년 스페인 홍수
- 2024년 스페인 홍수